# 秦士颛
秦士颛，湖北沔阳人，是一名清朝政治人物。
秦士颛曾于1731年接替张之寿任上海县知县一职，1735年由卫苍佩接任。